# Baile Funk Experience
Baile Funk Experience é a quinta turnê da cantora Anitta e a primeira a nível mundial, em apoio ao seu sexto álbum de estúdio, Funk Generation (2024).

## Repertório
O repertório abaixo é constituído do show realizado em 17 de novembro de 2024 em Petrópolis, não sendo representativo de todas as apresentações.
Ato I
1. "Funk Rave"
2. "Grip"
3. "Joga pra Lua"
4. "Savage Funk"
5. "Sabana"
6. "Lose Ya Breath"
7. "Cria de Favela"
8. "Puta Cara"
9. "Double Team"
10. "Fria"
11. "Bola Rebola"
12. "Vai Malandra"
13. "Combatchy"
14. "Movimento da Sanfoninha"
15. "Paradise"
16. "Desce pro Play (Pa, Pa, Pa)"
17. "Bang"
18. "Downtown"
19. "Envolver"
20. "Bellakeo"
21. "Sua Cara" (contém elementos de "Sin Miedo")
22. "Proposta" / "Eu Vou Ficar" (Remix)

Ato II
1. "São Paulo" (Interlúdio)
2. "Pilantra"
3. "Deixa Ele Sofrer"

Ato III
1. "Show das Poderosas" (contém elementos de "Blá Blá Blá")
2. "Menina Má"
3. "Na Batida"
4. "Menina Má" (Reprise)
5. "Fica Só Olhando"
6. "Chata pra Caralho"
7. "Boys Don't Cry"
8. "Looking for Love"
9. "Onda Diferente"
10. "Favela Chegou"
11. "Modo Turbo"
12. "Rave de Favela"
13. "Lose Ya Breath" (Reprise)

## Datas
| Data                   | Cidade            | País             | Local                              | Ato de abertura  | Público          | Receita          |
| América do Norte       | América do Norte  | América do Norte | América do Norte                   | América do Norte | América do Norte | América do Norte |
| ---------------------- | ----------------- | ---------------- | ---------------------------------- | ---------------- | ---------------- | ---------------- |
| 18 de maio de 2024     | Cidade do México  | México           | Autódromo Hermanos Rodríguez       | —                | —                | —                |
| 18 de maio de 2024     | Cidade do México  | México           | Salón Los Ángeles                  | —                | —                | —                |
| 21 de maio de 2024     | Los Angeles       | Estados Unidos   | The Wiltern                        | Pedro Sampaio    | 2,300 / 2,300    | US$175,910       |
| 23 de maio de 2024     | Miami Beach       | Estados Unidos   | The Fillmore Miami Beach           | Pedro Sampaio    | 2,713 / 2,713    | —                |
| 26 de maio de 2024     | Orlando           | Estados Unidos   | Hard Rock Live Orlando             | —                | 5,500 / 5,500    | —                |
| 28 de maio de 2024     | Boston            | Estados Unidos   | MGM Music Hall at Fenway           | —                | 4,074 / 5,009    | US$210,031       |
| 29 de maio de 2024     | Toronto           | Canadá           | History                            | —                | 2,500 / 2,500    | —                |
| 1 de junho de 2024     | Chicago           | Estados Unidos   | Byline Bank Aragon Ballroom        | —                | 4,500 / 4,500    | —                |
| 2 de junho de 2024     | Nova York         | Estados Unidos   | Brooklyn Paramount                 | —                | 2,700 / 2,700    | —                |
| 3 de junho de 2024     | Nova York         | Estados Unidos   | Brooklyn Paramount                 | —                | —                | —                |
| América do Sul         |                   |                  |                                    |                  |                  |                  |
| 7 de junho de 2024     | Bogotá            | Colômbia         | Lourdes Music Hall                 | —                | 2,000 / 2,000    | —                |
| 9 de junho de 2024     | Lima              | Peru             | Centro de Convenciones Barranco    | —                | —                | —                |
| 14 de junho de 2024    | Santiago          | Chile            | Basel Venue                        | —                | 2,002 / 2,002    | US$78,173        |
| 16 de junho de 2024    | Buenos Aires      | Argentina        | Teatro Vorterix                    | —                | 1,500 / 1,500    | —                |
| Europa                 |                   |                  |                                    |                  |                  |                  |
| 25 de junho de 2024    | Berlim            | Alemanha         | Metropol                           | Pedro Sampaio    | 1,500 / 1,500    | —                |
| 26 de junho de 2024    | Amesterdã         | Países Baixos    | Melkweg                            | —                | 1,500 / 1,500    | —                |
| 28 de junho de 2024    | Londres           | Inglaterra       | O2 Forum Kentish Town              | —                | 2,300 / 2,300    | —                |
| 29 de junho de 2024    | Paris             | França           | Hipódromo de Longchamp             | —                | —                | —                |
| 29 de junho de 2024    | Paris             | França           | Elysée Montmartre                  | Os Quebradeiras  | 1,380 / 1,380    | —                |
| 1 de julho de 2024     | Ibiza             | Espanha          | Pacha                              | —                | —                | —                |
| 3 de julho de 2024     | Madrid            | Espanha          | Sala La Riviera                    | Pedro Sampaio    | 2,500/2,500      | —                |
| 4 de julho de 2024     | Barcelona         | Espanha          | Razzmatazz                         | Pedro Sampaio    | 2,000 / 2,000    | —                |
| 7 de julho de 2024     | Milão             | Itália           | Fabrique                           | —                | 3,100 / 3,100    | —                |
| 8 de julho de 2024     | Ibiza             | Espanha          | Pacha                              | —                | —                | —                |
| 12 de julho de 2024    | Costinești        | Roménia          | Praia de Costinești                | —                | —                | —                |
| 13 de julho de 2024    | Londres           | Inglaterra       | Hyde Park                          | —                | —                | —                |
| 9 de agosto de 2024    | Zambujeira do Mar | Portugal         | Recinto                            | —                | —                | —                |
| América Latina         |                   |                  |                                    |                  |                  |                  |
| 30 de agosto de 2024   | Cidade do México  | México           | Charms Festival Pandora            | —                | —                | —                |
| 2 de novembro de 2024  | Assunção          | Paraguai         | Puerto de Asunción                 | —                | 10,000           | —                |
| 10 de novembro de 2024 | Petrópolis        | Brasil           | Parque de Exposições de Petrópolis | —                | 20,000           | —                |
| 17 de novembro de 2024 | Petrópolis        | Brasil           | Parque de Exposições de Petrópolis | —                | 20,000           | —                |

Shows cancelados
| Data                | Cidade | País           | Local            | Motivo           |
| ------------------- | ------ | -------------- | ---------------- | ---------------- |
| 12 de abril de 2025 | Indio  | Estados Unidos | Empire Polo Club | Motivos pessoais |
| 19 de abril de 2025 | Indio  | Estados Unidos | Empire Polo Club | Motivos pessoais |